# Robert Dannemann
Robert Dannemann (6 de fevereiro de 1902 – 28 de setembro de 1965) foi um político alemão do Partido Democrático Liberal (FDP) e ex-membro do Bundestag alemão.

## Vida
Na primeira eleição federal em 1949, ele foi eleito directamente para o parlamento pelo FDP no círculo eleitoral de Oldenburg-Ammerland. Ele voltou a ganhar em 1953.

## Literatura
Herbst, Ludolf; Jahn, Bruno (2002).  Vierhaus, ed. Biographisches Handbuch der Mitglieder des Deutschen Bundestages. 1949–2002 (em alemão). München: De Gruyter - De Gruyter Saur. 1715 páginas. ISBN 978-3-11-184511-1